# Mouriri viridicosta
Mouriri viridicosta är en tvåhjärtbladig växtart som beskrevs av Thomas Morley. Mouriri viridicosta ingår i släktet Mouriri och familjen Melastomataceae.
Artens utbredningsområde är Franska Guyana. Inga underarter finns listade i Catalogue of Life.